# Samuel Cushman

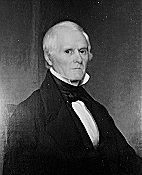
Samuel Cushman

Samuel Cushman (* 8. Juni 1783 in Portsmouth, New Hampshire; † 20. Mai 1851 ebenda) war ein US-amerikanischer Politiker. Zwischen 1835 und 1839 vertrat er den Bundesstaat New Hampshire im US-Repräsentantenhaus.

## Werdegang
Samuel Cushman besuchte die öffentlichen Schulen seiner Heimat. Nach einem anschließenden Jurastudium und seiner Zulassung als Rechtsanwalt begann er in seiner Heimatstadt Portsmouth in seinem neuen Beruf zu arbeiten. In Portsmouth war Cushman auch als Polizeirichter tätig. Zwischen 1823 und 1828 fungierte er als Kämmerer im Rockingham County.
Politisch war Cushman ein Anhänger des späteren US-Präsidenten Andrew Jackson. Daher wurde er Mitglied der von diesem gegründeten Demokratischen Partei. Zwischen 1833 und 1835 war er Abgeordneter im Repräsentantenhaus von New Hampshire. Präsident Jackson ernannte ihn dann zum Bundesstaatsanwalt für New Hampshire. Diese Ernennung wurde aber vom Kongress nicht bestätigt und daher nicht wirksam.
Bei den Kongresswahlen des Jahres 1834, die staatsweit abgehalten wurden, wurde Cushman für das vierte Abgeordnetenmandat von New Hampshire in das US-Repräsentantenhaus in Washington, D.C. gewählt. Dort trat er am 4. März 1835 die Nachfolge von Joseph M. Harper an. Nach einer Wiederwahl im Jahr 1836 konnte Cushman bis zum 3. März 1839 zwei zusammenhängende Legislaturperioden im Kongress absolvieren. Während seiner zweiten Amtszeit zwischen 1837 und 1839 war er Vorsitzender des Handelsausschusses. Nach seinem Ausscheiden aus dem Repräsentantenhaus war Samuel Cushman von 1845 bis 1849 bei der Verwaltung des Hafens von Portsmouth als Navy-Offizier angestellt. In dieser Stadt ist er am 20. Mai 1851 auch verstorben.